# トミックスワールドテックステーション大宮

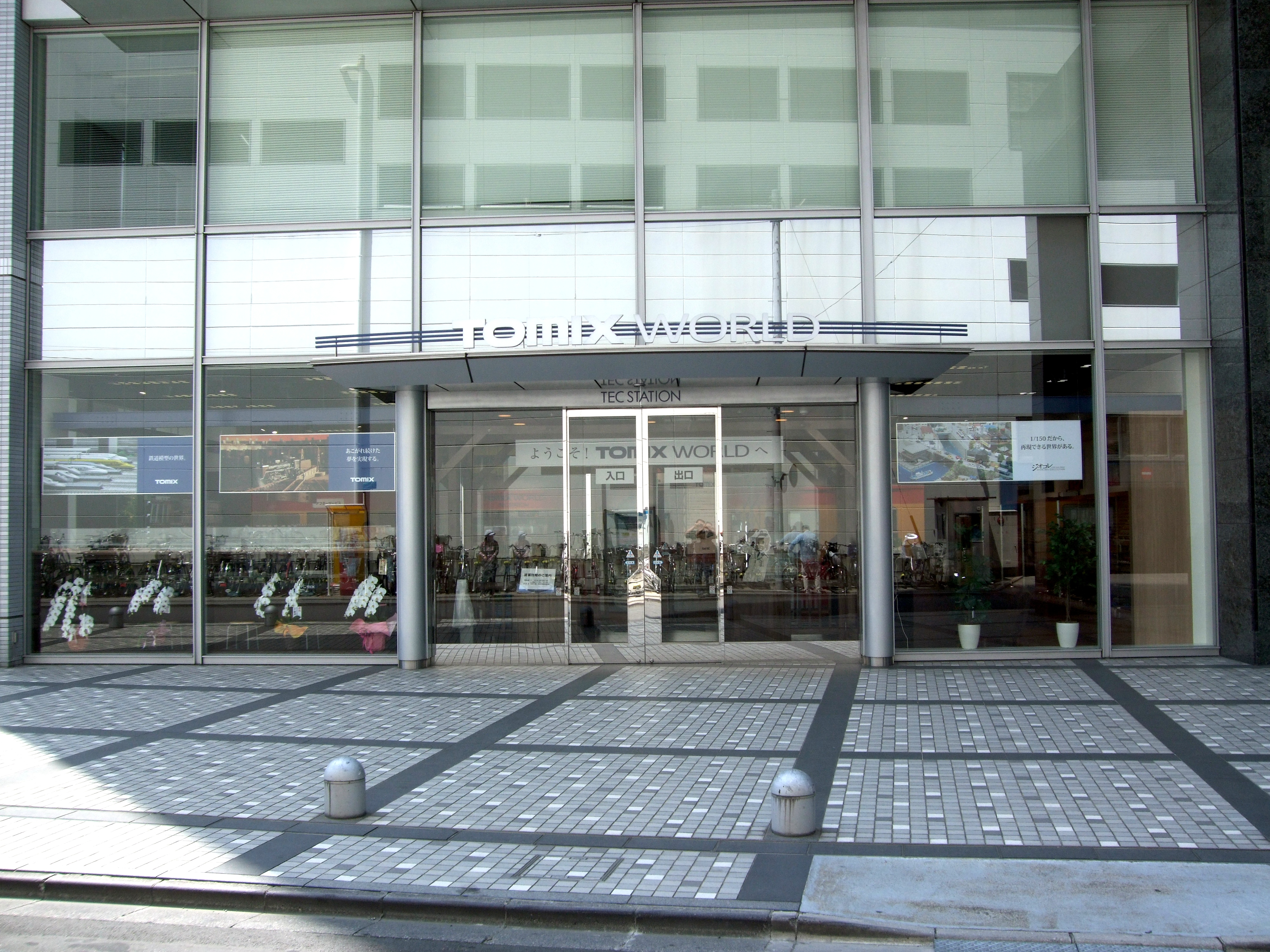
トミックスワールドテックステーション大宮の入口

トミックスワールドテックステーション大宮（トミックスワールドテックステーションおおみや）は、かつてさいたま市大宮区桜木町1丁目9-6（大宮センタービル1F）に所在していた、鉄道模型ショウルームである。「TOMIX」ブランドで鉄道模型製品を展開するトミーテックの直営店舗であった。

## 概要
2013年4月21日にオープン。既存ユーザーへのサービス向上と、新しいファンの獲得を目的としており、ショールームとサービスセンターの役割を兼ね備えていた。
TOMIXのNゲージ鉄道模型のレイアウト（ジオラマ）展示は、鉄道模型のイベント（例：鉄道模型ショウ、ヨコハマ鉄道模型フェスタや国際鉄道模型コンベンション、壬生町おもちゃ博物館での春の鉄道模型展）などでの出張展示が主で、常設のレイアウト展示はなかった。ブランド発足から37年が経過し、大宮工場や鉄道博物館などを擁し、古くから『鉄道の町』として繁栄してきた大宮に初めて常設ショウルームを開設することとなった。ショーケースではカタログに掲載中の車両のほぼ全てが展示されている。ここでしか販売されていないNゲージの限定品を目当てに全国からユーザーが集まった。
2019年1月31日をもって営業終了。2019年7月27日に東京都千代田区の神田駅近くのビル内へ移転し、「トミックスショールーム東京」としてリニューアルした。

## 店内
入口をくぐると昔の駅をイメージした木製の改札口がある。その正面先にはブランドコンセプトや新製品を展示したモニュメントがあり、さらにその奥のカウンターは昔の修学旅行列車の意匠を再現したものとなっている。
ジオラマ
幅4メートル以上ある常設の固定式レイアウトが設置され、短時間ではあるが運転を体験することができる。車両の持ち込みは不可となっている。その横にも3段重ねで簡単なレイアウトが設置され、こちらも運転可能。
ディスプレイ
自動踏切システムを組み込んだり、自動運転システムを組み込んだ小レイアウトや、現在の販売物を中心としたNゲージと16番ゲージの車両、ストラクチャー、レール類、ジオコレ製品などが展示されている。発売前の試作品も展示されている。
ホビールーム
豊富な展示物の中で模型製作するスペースである。現在は展示のみ。
多目的ルーム
「ジオラマ製作教室」「Nゲージ車輌組立教室」などのカルチャースクールを開催している。
インフォメーション
鉄道模型に関する相談や、新製品を除いた商品や部品の販売、修理受付などに応じるコーナーである。他社製品の販売は行っていない。定価販売であるが、商品購入者にはスタンプカードやメンバーズカードのサービスがある。

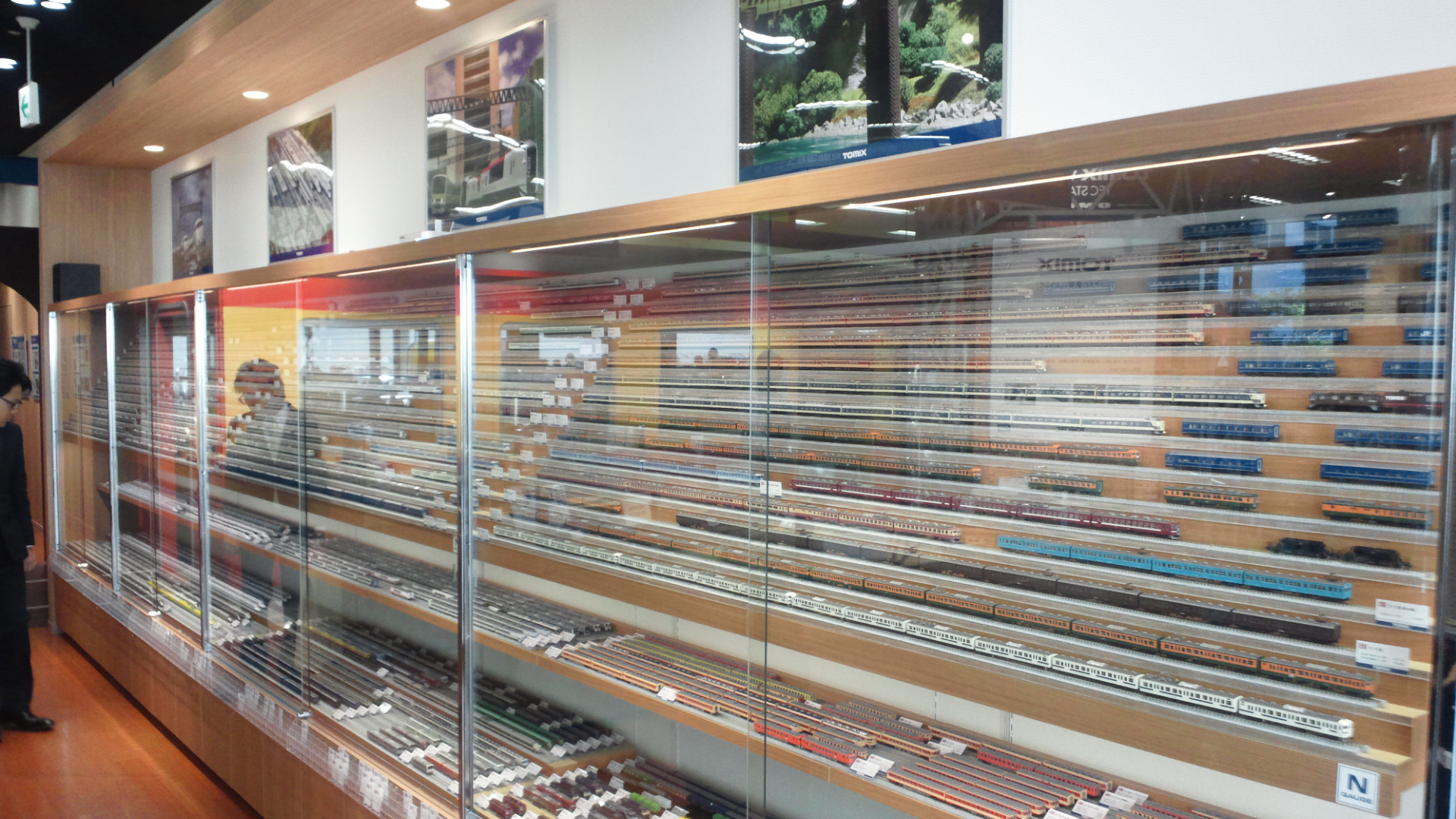
Nゲージ車両のディスプレイ
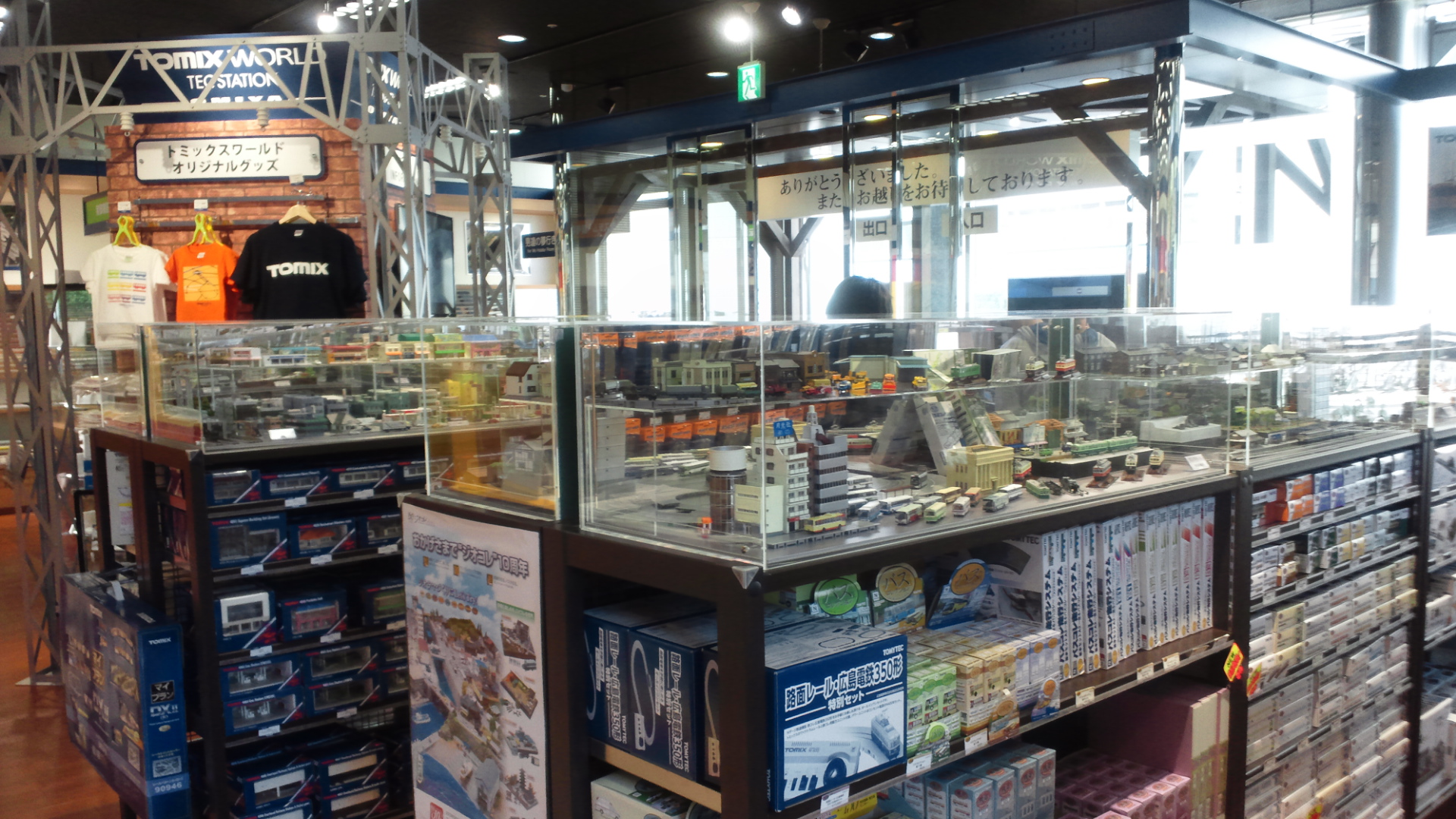
ストラクチャーやジオコレのディスプレイ
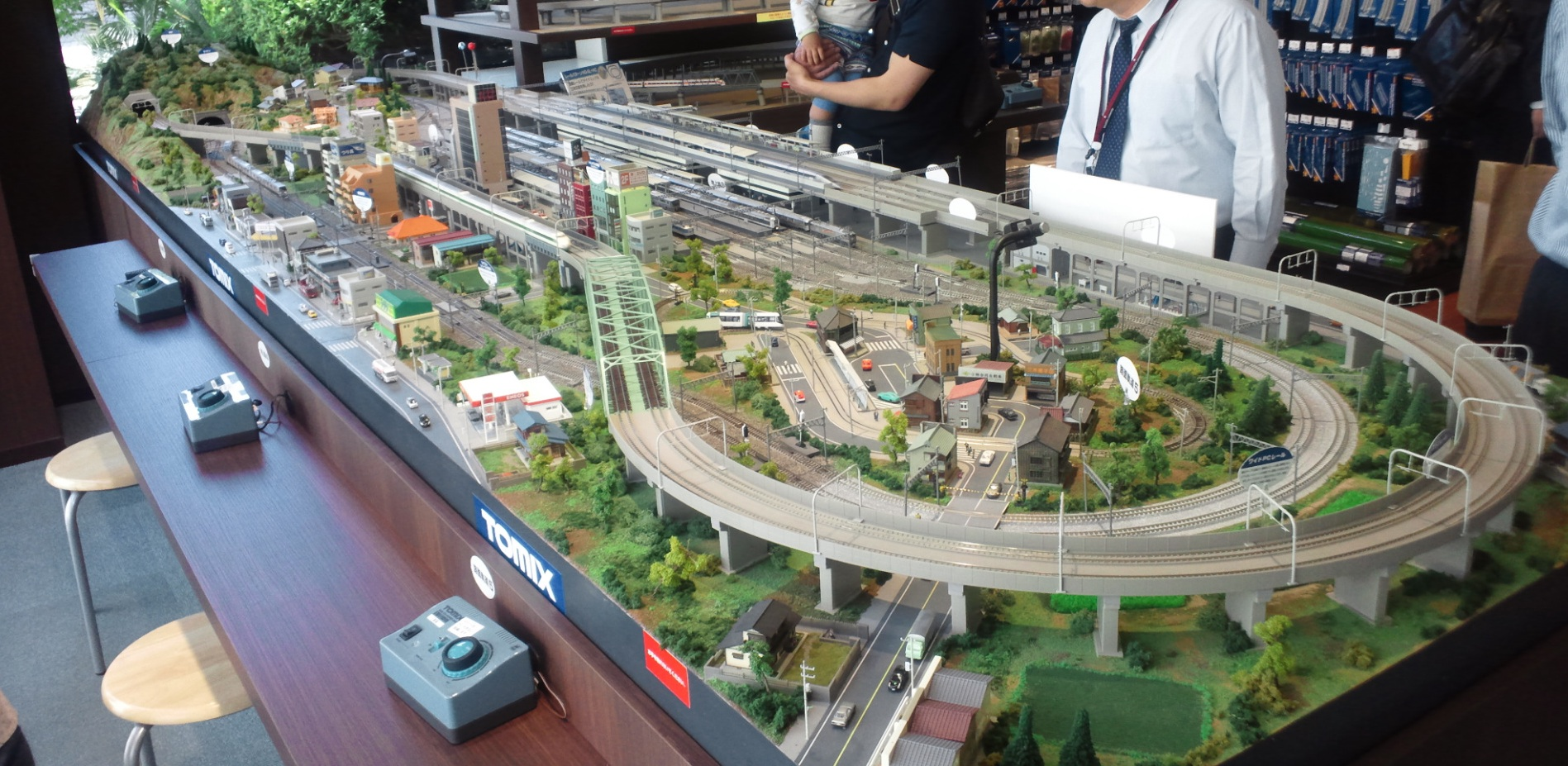
常設Nゲージレイアウト
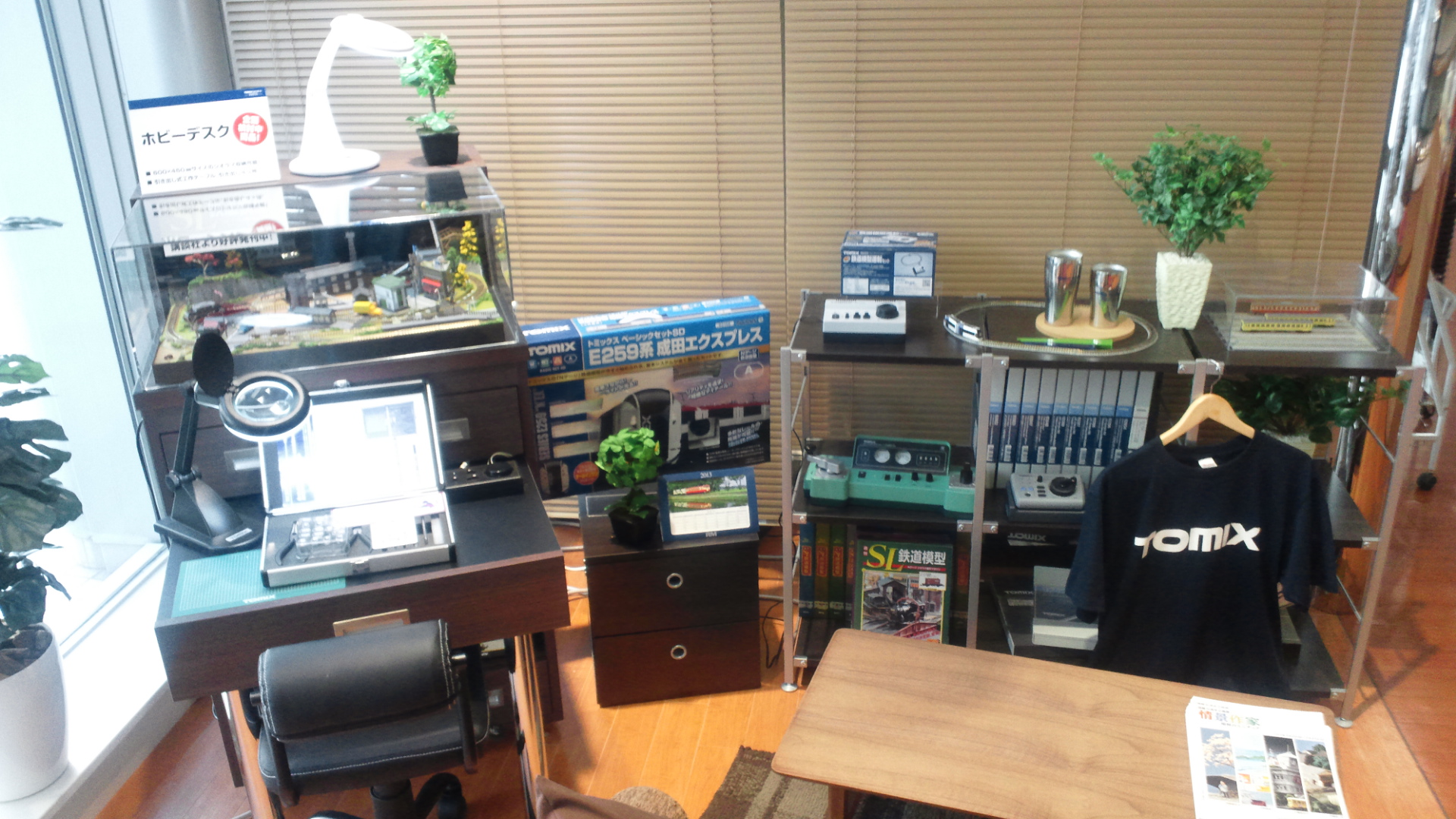
ホビールーム
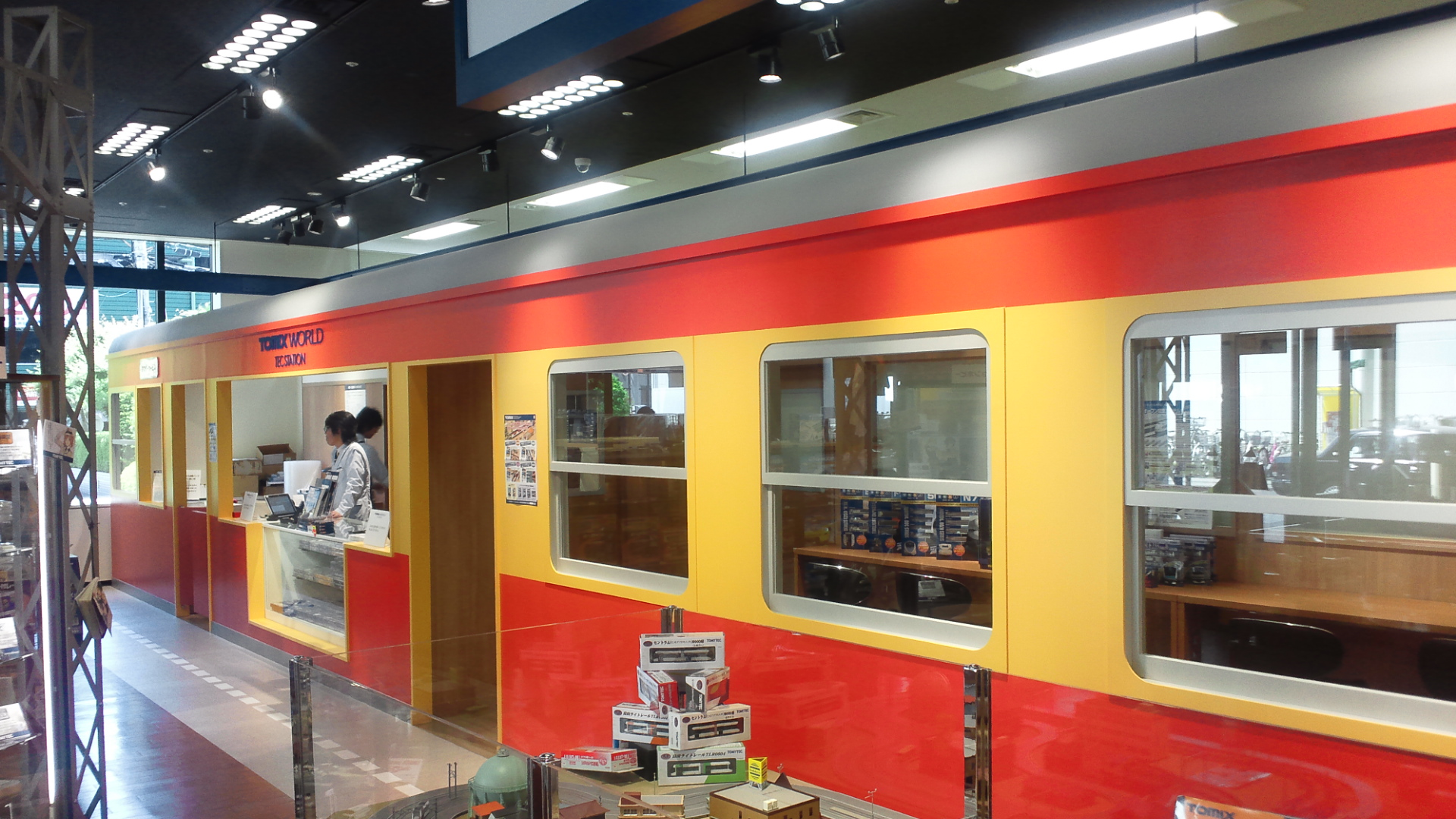
インフォメーション
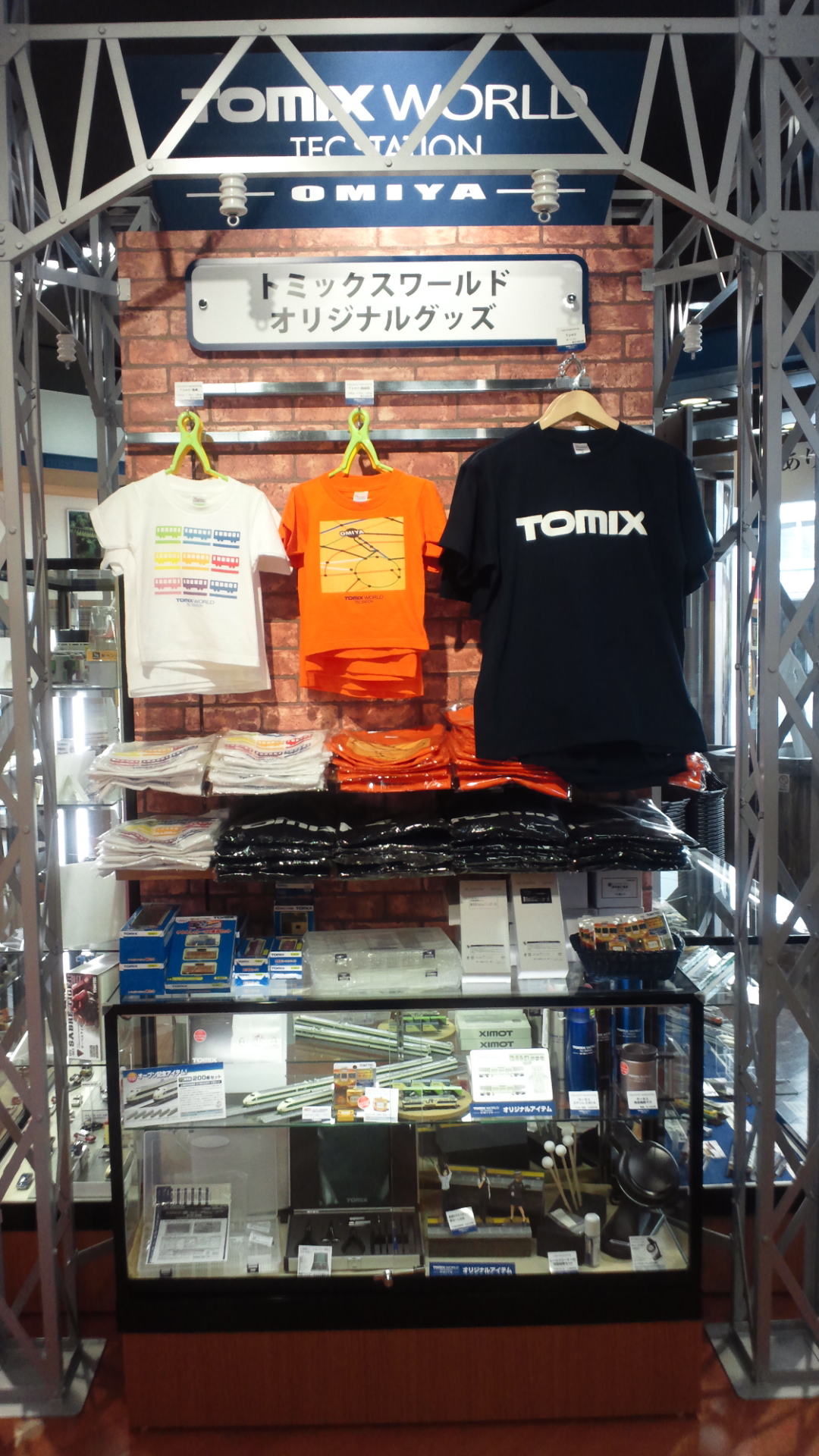
店舗限定販売品

## 交通アクセス
大宮駅西口から徒歩3分。ソニックシティ前のビックカメラの裏に所在していた。